# Elly van Wijk
A.P.M. (Elly) van Wijk (Jutphaas, 23 augustus 1962) is een Nederlands politica, aangesloten bij de BoerBurgerBeweging (BBB). Sinds 13 juni 2023 is zij lid van de Eerste Kamer. Eerder was ze gemeenteraadslid voor de Volkspartij voor Vrijheid en Democratie (VVD).

## Biografie
Van Wijk is sinds 2001 werkzaam bij de Rabobank op de afdeling Juridische Zaken, als senior legal counsel. Vanaf 2019 is ze lid van de ondernemingsraad (OR) bij dit bedrijf.
Tussen 2006 en 2010 was zij fractievoorzitter en gemeenteraadslid namens de VVD in de Utrechtse gemeente Oudewater. Van 2010 tot 2022 was ze dit voor de gezamenlijke fractie van VVD en D66.
In 2020 werd zij lid van BBB, waarvoor zij zich verkiesbaar stelde bij de Tweede Kamerverkiezingen van 17 maart 2021, ze kreeg plek 6 op de kandidatenlijst. In juni 2021 werd Van Wijk algemeen secretaris in het landelijk bestuur, met als doel de partij uit te bouwen tot een brede politieke vereniging.
Tijdens de Eerste Kamerverkiezingen van 2023 stond zij op de zesde plaats van de kandidatenlijst van de BBB. De partij behaalde tijdens deze verkiezingen zestien zetels, waardoor ze op 13 juni 2023 werd beëdigd als Eerste Kamerlid.

## Persoonlijk
Van Wijk is getrouwd en heeft twee kinderen. Haar man runt samen met haar zwager een melkveehouderijbedrijf in Snelrewaard. Van Wijk zegt zich te herkennen in de kernwoorden van de eerste BBB-verkiezingscampagnes: “gezond verstand”, “doe maar gewoon” en “deurdonderen”.
Robert Croll · Robert van Gasteren · Math Goossen · Arie Griffioen · Eugène Heijnen · Wim Jaspers · Eric Kemperman · Frans van Knapen · Bart Kroon · Ilona Lagas · Andrea van Langen · Robbert Lievense · Henk Marquart Scholtz · Gert-Jan Oplaat · Tekke Panman · Elly van Wijk
- Parlement.com: vm0kc2llm7pa